# Symfonie č. 7 (Beethoven)
Symfonii č. 7 A dur op. 92 začal Ludwig van Beethoven skládat v roce 1811, když se léčil v teplických lázních. Je věnována hraběti Moritzi von Fries. Měla premiéru 8. prosince 1813 ve Vídni na charitativním koncertu pro vojáky raněné v Bitvě u Hanau. Symfonie je složena pro dvě flétny, dva hoboje, dva klarinety, dva fagoty, dva lesní rohy, dvě trubky, tympány, dvoje housle, violy, violoncella a kontrabasy. Provedení symfonie trvá od 35 do 42 minut, méně při vynechání opakování v expozici 1. a 4. věty.

## Obsah

### 1. Poco sostenuto 4/4 – Vivace 6/8 (A-dur)
První věta je v napsána ve velice nekonvenčně upravené sonátové formě s poměrně dlouhou pomalou introdukcí. Introdukce je ve čtyřdobém metru a je značena „Poco sostenuto ♩=69“. Arnold Schoenberg míní, že se jedná o chybu v tisku a ve skutečnosti by tato introdukce měla být podstatně rychlejší. Usuzuje tak z dvou epizod, které se v introdukci vyskytnou, jedna v C-dur a druhá v F-dur, a mají podle něj povahu pochodu; také se domnívá, že když „takový mistr“ napíše šestnáctinové noty (kterých se v introdukci vyskytuje mnoho, převážně ve stupnicích), „myslí to s nimi vážně“. Podle něj by příhodné tempo bylo ♩=104–108. Po změně tempa na „Vivace ♩.=108“ a metra na šestiosminové je uvedeno první téma expozice v A-dur. Na rozdíl od většiny skladeb v sonátové formě není předěl mezi tématy úplně patrný a možností pro analýzu se otvírá několik. Mimo jiné by se skoro dalo hovořit i o tom, že je tato expozice monotematická. Po provedení následuje repríza, která ale není úplně věrná předloze z expozice: Obsahuje vloženou epizodu a rozdílné značení dynamiky. Kóda začíná v As-dur, ale po chvilce zmoduluje zpět do A-dur. Violoncella a kontrabasy poté hrají velmi zajímavou chromatickou melodickou linii. Podle Antona Schindlera, Beethovenova asistenta, když tuto část slyšel skladatel Carl Maria von Weber, prohlásil prý, že to je důkaz, že Beethoven je zralý pro blázinec. Historikové jsou však k pravdivosti Schindlerova tvrzení skeptičtí.
V expozici dojde k modulaci do C-dur a v repríze potom k modulaci do F-dur. Vztahu mezi těmito třemi tóninami (A-dur, C-dur a F-dur) se využívá nejen v první větě, ale v rámci celé symfonie.

### 2. Allegretto 2/4 (a-moll/A-dur)
Druhá věta je ve formě variací s několika epizodami. Rovněž můžeme druhou větu analyzovat jako trojdílnou formu, která obsahuje v části A passacagliu. Jedná se o nejslavnější část symfonie, která musela být nejenom na premiéře reprízována, a která se často uvádí i samostatně stranou od celé symfonie. Začíná akordem a-moll v deších, kde hlavní téma uvedou violy doprovázené violoncelly a kontrabasy. Téma je velice jednoduché a téměř ani nepřipomíná melodii jako spíš řadu akordů. V první variaci první téma přebírají druhé housle. Violy a violoncella v unisonu uvádějí druhé téma; je táhlejší, ale zároveň i zpěvnější. Ve druhé variaci první téma přeberou první housle; druhé téma přeberou druhé housle. Postupně dynamika zesiluje až do fortissima v celém orchestru, který hraje třetí variaci. Potom dynamika klesne na piano a následuje epizoda v A-dur / druhý díl kde mají klarinety s fagoty klidnější melodii doprovázenou triolami ve smyčcích. Dojde k modulaci do E-dur a pak do C-dur. Pak přichází čtvrtá variace. První téma zde mají violoncella a kontrabasy, druhé téma mají dechy v rytmicky upravené verzi. Po této variaci následuje epizoda jejíž součástí je vložená dvojitá fuga; jedním jejím tématem je první téma prvního dílu, druhé téma je úplně nové v šestnáctinových notách. Po fugové expozici se přidávají další nástroje, dynamika přidává na síle a přichází klimax celé věty: Obě témata fugy fortissimo v plénu, kdy první téma hrají smyčce a žestě a druhé téma hrají dechy. Přichází druhá epizoda v A-dur / opakování druhého dílu, tentokrát kratší, a na to navazuje kóda. Kóda obsahuje na mnoha místech hlavní motiv celé věty a z harmonického hlediska by se dalo ke konci hovořit o poslední variaci.  Poslední akord je stejný jako ten úvodní.

### 3. Presto (F-dur) – Assai meno presto (D-dur) 3/4
Scherzo je ve své povaze velice živé. První díl scherza začíná v F-dur a končí v A-dur. Druhý díl rozpracovává materiál z prvního dílu a končí na dlouze drženém tónu A, který zprostředkovává modulaci do D-dur, což je tónina přicházející triové části. Triová část je v pomalejším tempu a její téma charakterem kontrastuje s tématem scherzové části. Opakuje se scherzová část, opakuje se i triová část a ještě jednou se opakuje scherzová část. Ne vždy se ve scherzech opakuje trio dvakrát, ale není to ani úplně ojedinělé. Stejný postup se vyskytuje i ve scherzech Beethovenových symphonií číslo 4, číslo 6 a číslo 9. V kódě se ještě na čtyři takty navrátí triová část, nicméně věta končí v tempu scherza – Presto.

### 4. Allegro con brio (A-dur) 2/4
Čtvrtá věta je podobně jako první nebo druhá ve sporné formě. Dala by se analyzovat jako sonátová forma, nicméně v expozici není úplně patrný předěl mezi jednotlivými tématy. Expozice má na začátku dvě zřetelně oddělené části v repeticích, ale obě jsou v A-dur a nedá se o nich hovořit jako o dvou tématech. Spíše obě tvoří jedno téma, pro které je charakteristická skupina čtyř sestupujících šestnáctinových not. V části, která následuje, je důležitý motiv tečkované osminové noty následované šestnáctinovou notou. Dalo by se zde proto uvažovat o druhém tématu, nicméně neustále se zde střídají tóniny, zejména cis-moll a D-dur, což je schéma vysoce neobvyklé pro sonátovou formu. Provedení začíná prvním tématem expozice transponovaným do F-dur. Po krátkém provedení do vstupuje opět první téma expozice, tentokrát transponované do C-dur. Pokud o části, která následuje, hovoříme jako o repríze, musíme zohlednit to, že druhá část tématu, která byla v expozici v repetici, je zde vynechána. Kóda je poměrně dlouhá a podobně jako v mnoha dalších Beethovenových skladbách připomíná obsahově spíše druhé provedení (podobně je tomu například na koncích prvních vět symfonií číslo 3, číslo 5 nebo číslo 9).